# Maria Luisa Spaziani
Maria Luisa Spaziani (Turín, 7 de diciembre de 1922 − Roma, 30 de junio de 2014)fue una poetisa, traductora y profesora italiana. 

## Biografía
Maria Luisa Spaziani nació en el seno de una acomodada familia burguesa de Turín, donde su padre era propietario de una fábrica de maquinaria para la industria química y pastelera. Con sólo diecinueve años, Maria Luisa Spaziani dirigió una revista literaria, primero llamada Il Girasole y después Il Dado, cuyo redactor jefe era Guido Hess Seborga. En esta revista publicarán obras inéditas grandes escritores italianos como Umberto Saba, Sandro Penna, Leonardo Sinisgalli o Vasco Pratolini, y también otro extranjeros, como Virginia Woolf, quien mandó un capítulo de su novela Las olas con una dedicatoria autógrafa: Alla piccola direttrice (A la pequeña directora). Spaziani no publicó en esta revista ninguno de sus propios poemas porque sentía que no tenían la calidad suficiente. 
Al tiempo, Spaziani estudia en la Facultad de Lenguas de la Universidad de Turín y se licencia con una tesis sobre Marcel Proust, dirigida por el francesista Ferdinando Neri. La cultura francesa será siempre un referente importantísimo en la obra y la vida de la autora, que pasará sucesivas estancias en París (la primera, en 1953, tras obtener una beca de estudios).
En enero de 1949 conoció a Eugenio Montale durante una conferencia del poeta en el teatro Carignano de Turín, y desde entonces mantendrán una gran amistad y se frecuentarán en Milán. Montale animará a Spaziani a escribir poesía y ejercerá gran influencia en el estilo de sus primeras obras. La relación entre ambos escritores fue muy estrecha y Spaziani se convirtió en una suerte de musa para Montale, en especial en la serie de poemas titulados «Madrigali privati» pertenecientes al libro La bufera e altro (1956) donde Montale construye todo un poema («Da un lago svizzero») utilizando como acróstico el nombre de Maria Luisa Spaziani. No existe en toda la obra de Montale otro ejemplo de este recurso.
Spaziani envía un grupo de textos poéticos a la editorial Mondadori que, posteriormente, acrecienta con los poemas escritos durante su estancia en Francia en 1953. La editorial publica en 1954 el libro Le acque del Sabato.
En 1956, la fábrica de su padre pasa por graves dificultades económicas, lo que obliga a Maria Luisa Spaziani a buscar trabajo como profesora de francés en un colegio de Turín. Ella acababa de regresar de un viaje por los Estados Unidos, conseguido gracias a unos premios promovidos por Henry Kissinger para promocionar a jóvenes con talento. El trato con estudiantes adolescentes en el colegio turinés le proporcionará gran felicidad, que se refleja en su producción poética, como en su libro Luna lombarda (1959), luego incluido en el volumen Utilità della memoria (1966).
Entre 1955 y 1957 Spaziani impartió clases de lengua y literatura francesas en el liceo científico del colegio Facchetti de Treviglio. Su libro Suite per A. fue escrito durante ese periodo y refleja sus vivencias. Con él ganó el Premio Lerici en 1958. El jurado estaba presidido por Enrico Pea.
En 1958, tras diez años de noviazgo, se casó con Elémire Zolla, un estudioso de la tradición mística y esotérica. Fue testigo de la boda el poeta Alfonso Gatto. El matrimonio duró poco y se disolvió en 1960. Spaziani comenzó a dar clase de lengua y literatura francesa en la Universidad de Mesina. Su experiencia siciliana está reflejada en su libro de poemas L'occhio del ciclone (1970), inspirado en el paisaje y el mar de Sicilia, y lo mismo sucede en sus siguientes obras, Transito con catene (1977) y Geometria del disordine (1981), libro este último con el que ganó el Premio Viareggio en su categoría de poesía.
En 1978 fundó el Centro Internazionale Eugenio Montale (luego llamado Universitas Montaliana) para honrar la memoria del poeta y difundir su obra, institución que presidió desde 1982. También presidió el Premio Montale, que distingue a las mejores obras poéticas y traducciones publicadas en Italia.
En 1990 publicó Giovanna d'Arco (1990), poema basado en el personaje de Juana de Arco, por el que la autora sentía gran interés. El poema está escrito en estrofas de ocho versos de endecasílabos sin rima. Spaziani trata de recrear una narración en verso de aire popular y fabuloso. En 2002 Fabrizio Crisafulli adaptó fragmentos de este poema para el teatro y tituló la obra Jeannette.

## Obra

### Poesía
- 1954, Le acque del sabato
- 1966, Il gong, Utilità della memoria
- 1970, L'occhio del ciclone
- 1977, Transito con catene
- 1981, Geometria del disordine (Premio Viareggio)
- 1986, La stella del libero arbitrio
- 1996, I fasti dell'ortica
- 2002, La traversata dell'oasi
- 2006, La luna è già alta
- 1990, Giovanna D'Arco

#### Antologías
En 1979 se publicó una antología de su obra, con introducción del crítico literario Luigi Baldacci. Una segunda antología, ampliada, apareció en el año 2000, en la editorial Mondadori.

### Artículos y cuentos
Maria Luisa Spaziani escribió numerosos artículos para revistas y periódicos, ensayos críticos y cuentos (una selección de estos últimos, titulada La freccia, se publicó en 2000).

### Obra
Spaziani coordinó o escribió distintas obras académicas sobre literatura francesa, su especialidad docente en la universidad. Así, publicó los libros Pierre de Ronsard fra gli astri della Plèiade (1972) e II teatro francese del Settecento (1974).

### Traducciones
Tradujo al italiano obras de importantes autores franceses, como Pierre de Ronsard, Jean Racine, Gustave Flaubert, Paul-Jean Toulet, André Gide, Marguerite Yourcenar, Marceline Desbordes Valmore o Francis Jammes.